# 汪正元
汪正元，號少霞，安徽省徽州府婺源縣（今江西省婺源縣），清朝政治人物、同進士出身。
同治元年（1862年）壬戌科進士，改庶吉士。后官至刑部郎中。光緒十年，改授浙江道監察御史。